# Unió dels Demòcrates i Independents
La Unió dels Demòcrates i Independents (en francès, Union des démocrates et indépendants, UDI) és una coalició de partits polítics liberals i centristes de França fundada el 18 de setembre de 2012 a partir del grup parlamentari del mateix nom a l'Assemblea Nacional.
L'UDI estava formada per partits polítics separats que mantenien la seva independència. Tanmateix, la majoria han abandonat la coalició o han estat expulsats i, actualment, Força Europea Demòcrata és l'últim partit fundador que participa a l'UDI.
L'actual president del partit és Jean-Christophe Lagarde, que va ser elegit al congrés del partit del 15 de novembre de 2014, després de la dimissió de Jean-Louis Borloo el 6 d'abril de 2014 per motius de salut.

## Història
El 9 d'octubre de 2012, les direccions dels partits que formaven el grup parlamentari UDI van anunciar la creació d'un nou partit polític i van establir una oficina temporal a París. El 21 d'octubre es va convocar una assemblea fundacional a la Maison de la Mutualité de París, que va establir la fundació oficial del moviment.
Després del congrés de la Unió per un Moviment Popular (UMP) del 18 de novembre de 2012 i de les tensions que es van produir entre els dos candidats rivals a la presidència del partit, diversos personatges destacats de l'UMP van anunciar que s’integraven a l'UDI, inclosos l'antic ministre i diputat Pierre Méhaignerie i el diputat de Mayenne Yannick Favennec.
L'UDI es va convertir en membre de l'Aliança de Liberals i Demòcrates per Europa el 2 de desembre de 2016.
Tot i que la direcció de l'UDI va donar suport a François Fillon a les eleccions presidencials franceses de 2017, diversos membres del partit donaven suport a En Marche!, formació liderada per Emmanuel Macron.

## Resultats electorals

### Eleccions legislatives
| Any  | 1a volta                  | 1a volta                  | 2a volta                  | 2a volta                  | Escons   | +/− | Govern   |
| Any  | Vots                      | %                         | Vots                      | %                         | Escons   | +/− | Govern   |
| ---- | ------------------------- | ------------------------- | ------------------------- | ------------------------- | -------- | --- | -------- |
| 2017 | 687.225                   | 3,03                      | 551.784                   | 3,04                      | 18 / 577 | 10  | Oposició |
| 2022 | 198,062                   | 0.87                      | 64,443                    | 0.31                      | 3 / 577  | 15  | Oposició |
| 2024 | Dins de la coalició Junts | Dins de la coalició Junts | Dins de la coalició Junts | Dins de la coalició Junts | 5 / 577  | 2   | Minoria  |

### Eleccions europees
A les eleccions del 2014 es van presentar en una aliança amb Moviment Democràtic (MoDem) anomenada L'Alternativa (L'Alternative). Del total d'electes de la llista del 2014, 3 eren membres de l'UDI.
| Any  | Vots                           | %                              | Pos.                           | Escons | +/− | Grup |
| ---- | ------------------------------ | ------------------------------ | ------------------------------ | ------ | --- | ---- |
| 2014 | Dins la coalició L'Alternativa | Dins la coalició L'Alternativa | Dins la coalició L'Alternativa | 4 / 74 | 1   | ALDE |
| 2019 | 566.057                        | 2,50                           | 9è                             | 0 / 79 | 4   | -    |
| 2024 | Dins la coalició Junts         | Dins la coalició Junts         | Dins la coalició Junts         | 1 / 81 | 1   | RE   |